# Gunung Sawu
Gunung Sawu är ett berg i Indonesien.   Det ligger i provinsen Aceh, i den västra delen av landet, 1 600 km nordväst om huvudstaden Jakarta. Toppen på Gunung Sawu är 1 890 meter över havet, eller 71 meter över den omgivande terrängen. Bredden vid basen är 0,74 km.
Terrängen runt Gunung Sawu är varierad.Runt Gunung Sawu är det mycket glesbefolkat, med 2 invånare per kvadratkilometer. I omgivningarna runt Gunung Sawu växer i huvudsak städsegrön lövskog.